# Miss Universe
Miss Universe međunarodni je izbor ljepote kojeg godišnje vodi Organizacija Miss Universe.
Godine 1952. ga je u Kaliforniji započela kompanija za proizvodnju odjeće Pacific Mills. Kasnije ju je preuzeo Kayser-Roth, potom Gulf and Western Industries, da bi ga godine 1996. preuzeo Donald Trump. Zajedno s Miss svijeta, Miss Grand International, Miss International i Miss Supranational, ovaj izbor ljepote se smatra jednom od najpoznatijih na svijetu; naziva "Grand Slam" natjecanjima ljepote.
Trenutna nositeljica titule Miss Universe je R'Bonney Nola Gabriel iz Sjedinjenih Američkih Država koju je u New Orleansu 2023. godine okrunila prethodna nositeljica titule Harnaaz Sandhu iz Indije.

### Galerija pobjednica
- Miss Universe 2015.
Pia Wurtzbach, Filipini
- Miss Universe 2014.
Paulina Vega, Kolumbija
- Miss Universe 2013.
Gabriela Isler, Venezuela
- Miss Universe 2012.
Olivia Culpo, SAD
- Miss Universe 2011.
Leila Lopes, Angola
- Miss Universe 2010.
Ximena Navarrete,
Mexico
- Miss Universe 2009.
Stefanía Fernández, Venezuela
- Miss Universe 2008.
Dayana Mendoza, Venezuela
- Miss Universe 2005.
Natalie Glebova, Kanada
- Miss Universe 2004.
Jennifer Hawkins, Australia
- Miss Universe 2003.
Amelia Vega, Dominikanska Republika
- Miss Universe 2002.
Justine Pasek, Panama
- Miss Universe 2000.
Lara Dutta, Indija
- Miss Universe 1997.
Brook Lee, SAD
- Miss Universe 1994.
Sushmita Sen, Indija
- Miss Universe 1993.
Dayanara Torres, Puerto Rico
- Miss Universe 1987.
Cecilia Bolocco, Čile
- Miss Universe 1984.
Yvonne Ryding, Švedska
- Miss Universe 1952.
Armi Kuusela, Finska

## Vanjske poveznice
- Službena stranica